# Lev Gumiliov
Lev Nikolàievitx Gumiliov (rus: Лев Никола́евич Гумилёв; 1 d'octubre del 1912, Sant Petersburg -15 de juny de 1992 a Sant Petersburg) fou un historiador soviètic, etnòleg, antropòleg i traductor del persa, conegut per les seves poc ortodoxes teories de l'etnogènesi.

## Vida
Els seus pares eren dos poetes prominents Nikolai Gumiliov i Anna Akhmàtova. Es van divorciar quan Lev tenia set anys, i el seu pare va ser executat quan Lev en tenia només nou. Lev va passar la major part de la seva joventut, des de 1938 fins a 1956, en camps de treball soviètics. Va ser arrestat per l'NKVD el 1935 i posat en llibertat, però va tornar a ser detingut de nou i condemnat a cinc anys de 1938. Després de complir la condemna, es va unir a l'Exèrcit Roig i va prendre part en la batalla de Berlín. No obstant això, va tornar a ser detingut el 1949 i condemnat a deu anys en camps de presoners. Per tal d'assegurar el seu alliberament, Akhmàtova va publicar un ditirambe a Ióssif Stalin, el que no va ajudar a alliberar Lev, encara que possiblement va impedir la seva pròpia presó. L'ordre d'arrest contra ella ja havia estat preparada per la policia secreta soviètica, però Stalin va decidir no signar el document. Les relacions entre Lev i la seva mare eren tenses, donat que ell la culpava de no ajudar-lo bastant. Ella va descriure els seus sentiments sobre la detenció de Lev i el període de la repressió política a  Rèquiem.

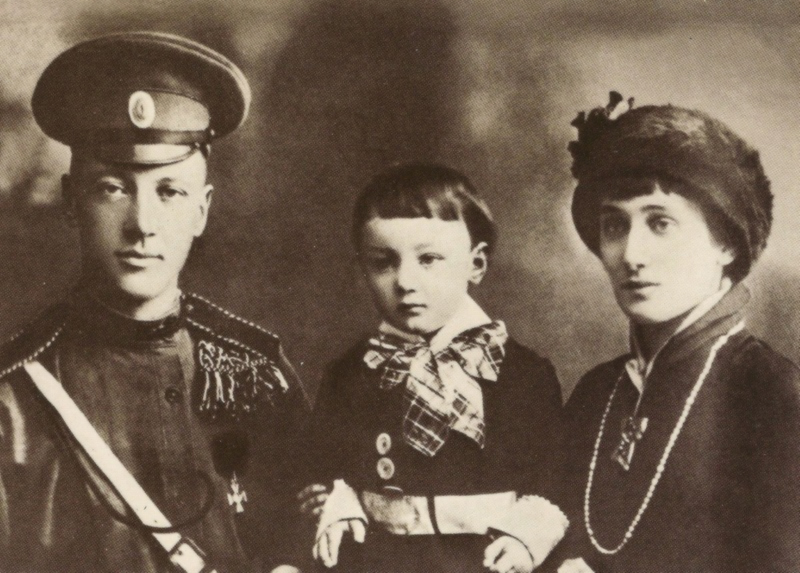
El jove Lev amb els seus pares el 1913

Després de la mort de Stalin, Gumiliov va entrar a treballar a l'Ermitage, el director del qual, Mikhaïl Artamónov, hauria arribat a apreciar-lo com el seu mentor. Sota la direcció d'Artamónov, es va interessar en estudis sobre els khàzars i els pobles de l'estepa en general. En els anys 1950 i 1960 va participar en diverses expedicions al Delta del Volga i Caucas Nord. Va proposar un jaciment arqueològic per a Samandar, així com la teoria de la transgressió del mar Caspi, en col·laboració amb el geòleg Aleksandr Alioksin, com una de les raons de la disminució dels khàzars. El 1960 es va començar a fer classes magistrals a la Universitat de Leningrad. Dos anys més tard, va defensar la seva tesi doctoral sobre els antics turcs. Des de la dècada de 1960, va treballar a l'Institut de Geografia, on defensaria una altra tesi doctoral, aquesta vegada sobre geografia.
Per bé que les seves idees van ser rebutjades per la doctrina oficial soviètica i es va prohibir la publicació de la majoria de les seves monografies, Gumiliov va arribar a atreure molta publicitat, especialment durant els anys de la perestroika. Com a mostra de la seva popularitat, el president kazakh Nursultan Nazarbàiev va ordenar construir la Universitat Nacional Eurasiàtica L.N. Gumiliov (Евразийский Национальный университет имени Л. Н. Гумилёва) davant del seu propi palau a la plaça central de la nova capital del Kazakhstan, Astanà.

## Idees
Gumiliov va intentar explicar les onades de migració nòmada que va sacsejar la gran estepa d'Euràsia durant segles per factors geogràfics com ara vacil·lacions anuals en la radiació solar, que determinaren l'àrea de pastures que podrien ser utilitzats per al pasturatge del bestiar. D'acord amb aquesta idea, quan les zones d'estepa es van reduir dràsticament, els nòmades de l'Àsia central van començar a traslladar-se a les pastures fèrtils d'Europa o la Xina.
Per descriure la gènesi i evolució dels grups ètnics, Gumiliov va introduir el concepte de "passionaritat", és a dir, el nivell d'activitat per expandir-se típic per a un grup ètnic, i sobretot per als seus líders, en un moment donat de temps. Gumiliov va argumentar que tots els grups ètnics passen per les mateixes etapes de naixement, desenvolupament, clímax, inèrcia, convolució, i memorial. És durant les fases "acmàtiques", quan la passionaritat nacional aconsegueix la seva màxima expressió, quan es fan les grans conquestes. Va descriure la situació actual d'Europa en la inèrcia de profunditat, o "introducció a l'enfosquiment", segons les seves pròpies paraules. La passionaritat del món àrab, d'altra banda, és encara alta, segons ell.
Amb la inspiració de les obres de Konstantín Leontiev i Nikolai Danilevski, Gumiliov considerava els russos com un "super-ethnos", que és afí als pobles turcs-mongols de l'estepa eurasiàtica. Aquests períodes en què s'ha dit que Rússia va entrar en conflicte amb els pobles de l'estepa, Gumilev els reinterpreta com els períodes de consolidació del poder de Rússia amb el de l'estepa per tal d'oposar-se a les influències destructives de l'Europa catòlica, que representava una amenaça potencial a la integritat de l'ètnia russa.
D'acord amb les seves teories panasiàtiques, va donar suport als moviments nacionals de tàrtars, kazakhs, i altres pobles turcs, a més dels de la mongols i altres asiàtics de l'est. Com era d'esperar, els ensenyaments de Gumilev han gaudit de gran popularitat en els països de l'Àsia central. A Kazan, per exemple, es va inaugurar un monument en el seu honor a l'agost de 2005.

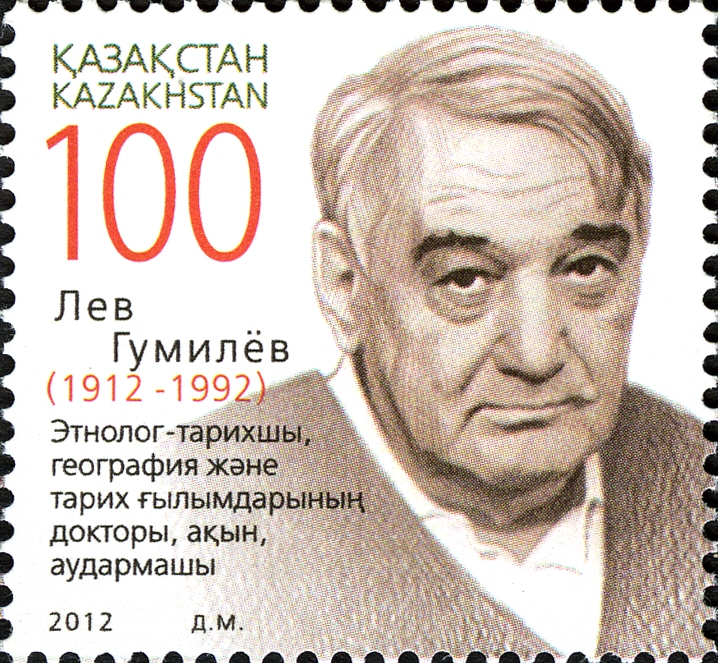
Segell del Kazakhstan que en commemora el centenari

Diversos investigadors, com ara Vadim Rossman, John Klier, Victor Yasmann, Víktor Xnirelmann, i Mikhaïl Tripolski van descriure les opinions de Gumiliov com a antisemites. Segons aquests autors, Gumiliov no estenia aquest ecumenisme etnològic als jueus medievals, als quals considerava com una classe urbana internacional i parasitària, que havia dominat els khàzars i sotmeteren els primers eslaus orientals al "jou khàzar". Aquesta última frase es va adaptar des del terme tradicional "jou tàrtar" per a la dominació mongola de la Rússia medieval, un terme que Gumiliov rebutjava perquè no considerava la conquesta dels mongols com un esdeveniment necessàriament negatiu. En particular, va afirmar que els radhanites havien estat fonamentals en l'explotació dels pobles eslaus orientals i havien exercit una influència indeguda en el panorama sociopolític i econòmic de la primera edat mitjana. Gumiliov va sostenir que la cultura jueva era per naturalesa mercantil i existia fora i en oposició al seu entorn. D'acord amb aquest punt de vista, els jueus comparteixen una manera de pensar específica, i això està associat amb la moral de les normes del judaisme. Segons Gumiliov, els jueus medievals, si bé no portaven armes ells mateixos, van lliurar guerres mitjançant proxis o mercenaris.

## Obres
- Els Hsiung-nu (1960) — sobre els Xiongnu
- Antics turcs (1964)
- A la recerca d'un regne imaginari: La Llegenda del Regne de Preste Joan (1970)
- Els Hsiung-nu a la Xina (1974)
- Etnogènesi i la Biosfera de la Terra (1978)
- L'Antiga Rus i la Gran Estepa (1989)
- Un final i un nou començament (1989)
- Des de la Rus a Rússia (1992)